# Victor Serebriakoff
Victor Serebriakoff (* 17. Oktober 1912 in London; † 1. Januar 2000) war ein britischer Buchautor und langjähriger Vorsitzender von Mensa International sowie Verantwortlicher für die globale Ausbreitung der IQ-Gesellschaft.

## Leben und Karriere
Serebriakoff war als Engländer mit russischen Vorfahren in der Schule immer der beste Schüler gewesen, aber wegen seines Lerneifers extrem unbeliebt bei seinen Mitschülern, so dass er wegen Mobbings ohne Abschluss die Schule verließ und in einem Sägewerk arbeitete. Bei einer Eignungsprüfung für den Zweiten Weltkrieg wurde ihm beschieden, über einen extrem hohen IQ zu verfügen (der Wert von 161 lässt sich nicht gut mit den im deutschen Sprachraum üblichen IQ-Tests vergleichen).
Der englische Anwalt und Wissenschaftler Lancelot Lionel Ware und der Australier Roland Berrill, ebenfalls Anwalt, hatten 1945 den Verein Mensa unter dem Namen „High IQ Club“ als Schnapsidee und mit deutlichem politischen Ehrgeiz in England gegründet. Doch die Sache wollte nicht so recht vom Fleck kommen, kein Politiker wollte sich von ihnen belehren lassen, die Mitgliederzahlen dümpelten dahin.
Serebriakoff wurde 1949 von seiner ersten Frau, die darüber etwas in der Zeitung gelesen hatte, auf den damals winzigen Verein aufmerksam gemacht. 1950 war einer der beiden Gründer, Ware, gar ausgestiegen, und das erste Treffen, an dem Serebriakoff teilnahm, wurde nur von vier Personen besucht, einschließlich ihm und seiner Frau. Zu diesem Zeitpunkt wurde diese sehr krank und starb im Oktober 1953. Zufällig wurde sie von Win Rouse betreut, einer Dame, die ebenfalls Mensamitglied war. Serebriakoff und sie kamen sich näher, er heiratete sie. Solche Erlebnisse veranlassten ihn später zu dem Ausspruch: „Mensa is where the egg-heads get laid.“
Als der damalige Vorsitzende Jo Wilson wegen der von ihm so empfundenen Kläglichkeit der Treffen, die ja doch nichts weiter als Dinnerveranstaltungen unter Freunden seien, offen mit dem Gedanken kokettierte, den Verein zu schließen, protestierte Serebriakoff heftig. Wilson meinte, dass es dann wohl an Serebriakoff selbst liege, etwas daraus zu machen, was dieser spontan akzeptierte und 1953 Vorsitzender wurde. Er blieb hauptberuflich Manager im Sägewerk, erfand auch innovative Schneidemaschinen und schrieb ein Buch über dieses Geschäft (unter dem Namen Viktor Serry). Daneben schrieb er Werke über Kindeserziehung, Rätselbücher (oft unter dem Mensa-Logo) und eine Theorie des Denkens „Brain“, auf die er besonders stolz war.
Sein hauptsächlicher Eifer galt hinfort jedoch dem Verein, den er aus einem vollkommen unbedeutenden kleinen Club in einen weltbekannten Verein transformierte, der in vielen Ländern tätig ist (z. B. in den USA, heute der größte Landesverband, seit 1960 oder 61, je nach Quelle) und über 100.000 Mitglieder zählt. Er überredete auch L. Ware, nach Berrills Tod 1961 wieder einzutreten, wenn der Co-Gründer auch nie wieder eine führende Rolle spielte. In den 1960er- bis 1980er-Jahren hatte er zahlreiche Fernseh- und Radioauftritte in den verschiedensten Ländern, er organisierte die Infrastruktur für die Abwicklung von Tests und die Werbung von Neumitgliedern. Auf seiner Ansicht nach weltfremde politische Ambitionen verzichtete er dabei.
So ist er zwar nicht der Gründer, aber der eigentliche Macher von Mensa in der heutigen Form. Seit 1982 war er Ehrenpräsident. Er starb an Prostatakrebs. Jan Goodenough schrieb eine Biografie über ihn.

## Werke
(Daten beziehen sich auf deutsche Ausgaben)
- Intelligenz zählt (Der Test für IQ und Kreativität) (Datum?)
- Der IQ-Selbsttest (1983)
- Mensa (Rätsel für Hochbegabte) (1985)
- Mensa Quadrat (Denksportaufgaben für Hochbegabte) (1989)
- Testen Sie Ihren IQ (1992)
- Denktraining für Superhirne (2002, posthum)
- IQ (Intelligenz zählt) (2002, posthum)